# Engelhardtia apoensis
Engelhardtia apoensis là một loài thực vật có hoa trong họ Juglandaceae. Loài này được Elmer ex Nagel mô tả khoa học đầu tiên năm 1914.